# چیما دی گانیونه
چیما دی گانیونه (به لاتین: Cima di Gagnone) یک کوه در سوئیس است که در کانتون تیچینو واقع شده‌است. چیما دی گانیونه ۲٬۵۱۸ متر بالاتر از سطح دریا واقع شده‌است.